# Iglesia de San Pedro (Arcos de la Frontera)
La iglesia de San Pedro de la localidad de Arcos de la Frontera, en la provincia de Cádiz (España) es un templo católico que representa uno de los grandes exponentes de la arquitectura religiosa de finales del gótico de esta provincia.
Es una templo de una sola nave, de planta rectangular, a la que se le adosan seis capillas laterales, tres a cada lado, con un porche interior a los pies de un triple arco de acceso a la nave del templo. En su interior conserva la solemne armonía del gótico original, sin que desentone la nutrida presencia de elementos renacentistas y sobre todo barrocos con los que más tarde se completa.
Cuenta con un total de tres portadas, si bien sólo es practicable la del lado del evangelio, a través de la planta baja de la majestuosa torre-fachada que domina el conjunto y también la imagen de toda la ciudad.

## Exterior

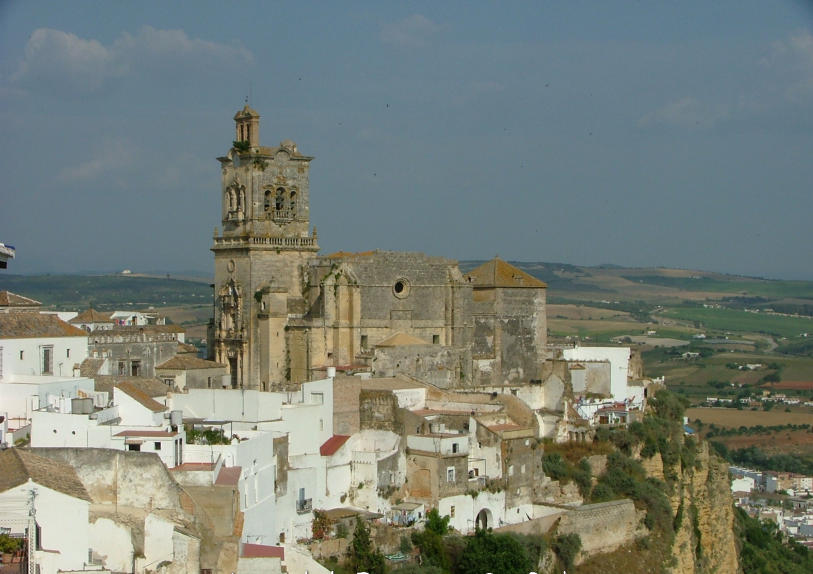
Vista exterior de la iglesia de San Pedro.

Del exterior del templo apenas es visible poco más de la gran torre-fachada, de planta cuadrada, con tres cuerpos de altura: portada, balcón y campanario, rematada por reloj y una singular espadaña. De cronología posterior al resto de la iglesia, se realiza ya bajo la estética del barroco. Se atribuye su comienzo a Manuel Gómez, maestro mayor de Jerez de la Frontera, en 1728, según las trazas del arquitecto Diego Antonio Díaz; y posteriormente, y tras las consecuencias del Terremoto de Lisboa de 1755 se acometen nuevas obras en ella, levantándose el cuerpo de campanas bajo la dirección del arquitecto sevillano Pedro de Silva, a partir de 1759.
La puerta de acceso está flanqueada por doble columna pareada y doble hornacina en los intercolumnios, superpuestos y con imágenes, conjunto sobre el que corre un fuerte entablamento en cuyo centro se sitúa una imagen del titular, San Pedro, sobre ménsula, en hueco adintelado.

## Interior
Correspondiente a los cánones del gótico, su ábside es profundo y poligonal, con siete lados o lienzos, sin ornamentación ni ventanas; e interiormente lo ocupa un gran retablo, 
Las capillas primeras de ambos lados de la nave forman como un crucero y se terminan en la primera mitad del siglo XVII. La del lado del evangelio, llamada Del Perdón, la funda la familia Ayllón en 1502 en recuerdo de la batalla del cercano Guadalete de 1483, y en ella aparecen las banderas que recuerdan la victoria del alcaide de la ciudad de Arcos Juan Ayllón sobre los musulmanes. La preside un retablo del siglo XVIII, y en un lateral, sobre otro plateresco del XVI se puede admirar un notable altorrelieve de la Santa Cena.
Otra gran capilla de esta iglesia es la Del Sagrario, a los pies de la nave de la epístola, construcción barroca de los siglos XVII y XVIII, con retablos de gran calidad, e imágenes del círculo artístico de Pedro Duque Cornejo.
A los pies de la iglesia y frente al presbiterio se alza el coro barroco del siglo XVIII, cerrado en su frente con artística reja y facistol en el centro. Alrededor se dispone una valiosa sillería realizada en caoba, cedro y ébano, con relieves que representan a santos y escenas de la pasión de Cristo.
La cubierta del templo es una triple bóveda de crucería con espinazo, como también lo es la del ábside, que muestra un bello abanico de gruesos nervios ramificados.

## Retablo mayor

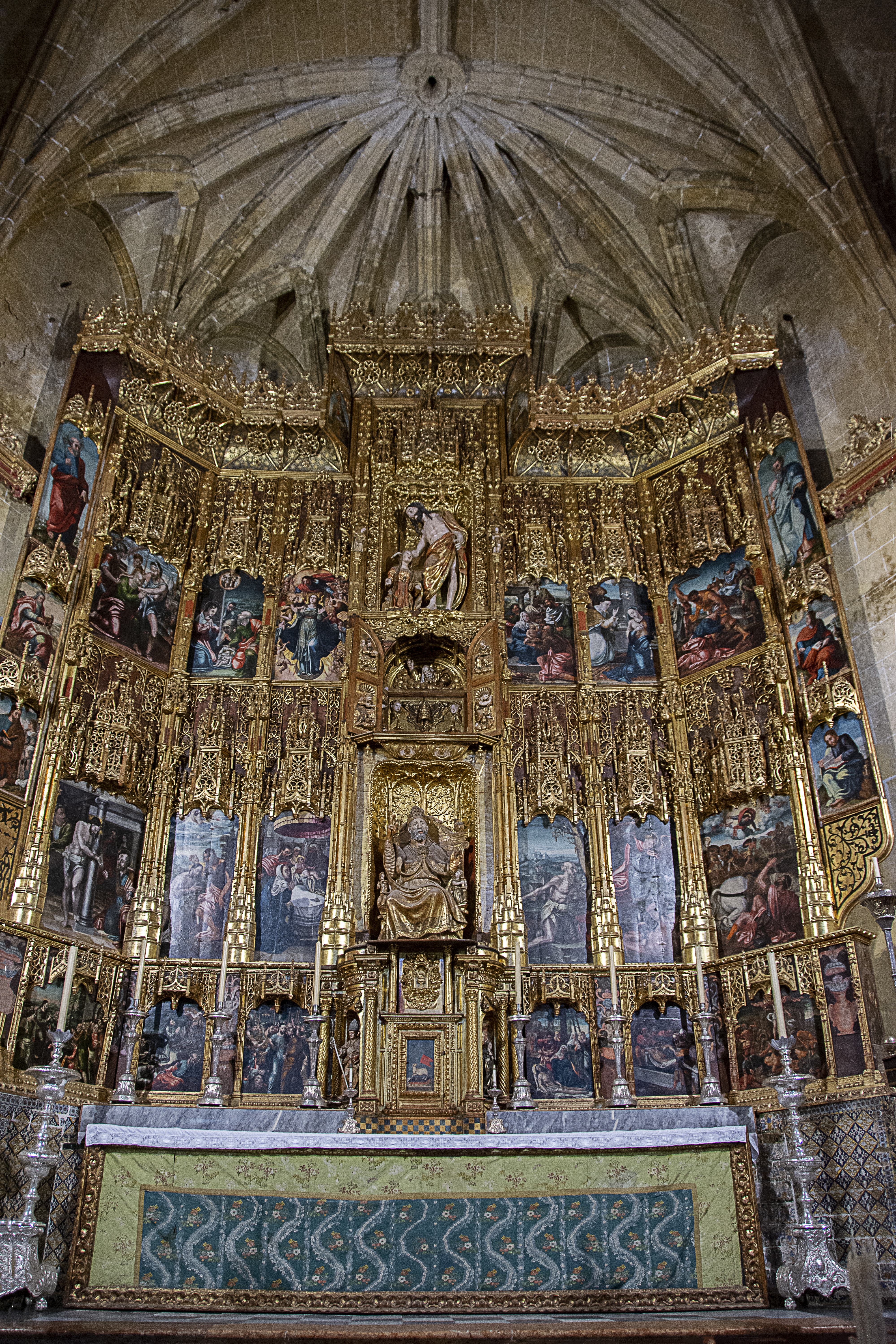
Retablo del alta mayor de la iglesia de San Pedro.

El retablo mayor es el más antiguo de la provincia de Cádiz, de bella factura y construido entre los años 1538 y 1547 con las características del último gótico y algunos elementos renacentistas. Tiene la importancia de ser uno de los pocos ejemplos de retablo de estructura gótica en el arzobispado de Sevilla.
De estructura gótica y realizado en madera dorado, cuenta con dos cuerpos de altura y siete calles más dos alas laterales, en el centro tiene imágenes atribuidas a Antón Vázquez, quedando el resto ocupado por 24 pinturas sobre tablas, obra de los pintores Hernando de Esturmio, Pedro Fernández de Guadalupe y Antón Sánchez de Guadalupe. Se encuentra coronado con una crestería en su parte superior.
En el centro del banco del retablo sobresale el tabernáculo, añadido de mediados del XVIII. En las cajas se disponen las tablas que representan escenas de la vida de Jesús, la Adoración, los Evangelistas, escenas de la vida de san Pedro y san Pablo y se completa con las imágenes de san Pedro y san Pablo, san Agustín, san Gregorio y las imágenes de san José y una santa mártir no identificada en los extremos del banco.
El retablo también cuenta con una calidad considerable de esculturas y relieves, la mayor parte contemporáneas a la construcción del retablo. Las dos obras más representativas se encuentran en la calle central, son las imágenes de san Pedro y las figuras del Resucitado y la Magdalena. Otras imágenes menores son las figuras de dos arcángeles de pequeño tamaño, sobre los brazos del sillón sobre los que se sienta san Pedro.

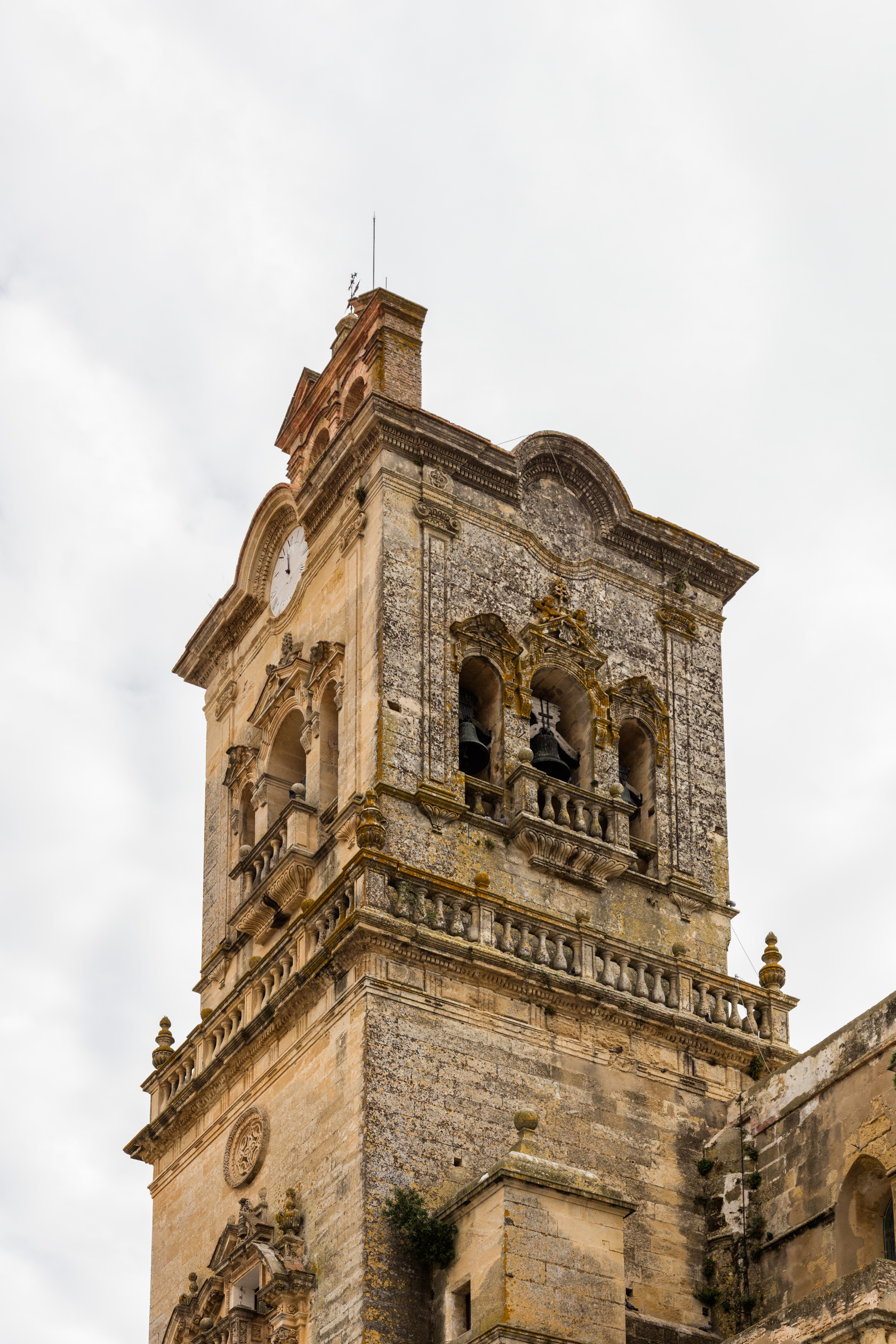
Detalle del campanario.